# Отаманський палац (Новочеркаськ)
Отаманський палац (рос. Атаманский дворец) — пам'ятка цивільної архітектури XIX століття в Новочеркаську (Ростовська область, Росія). Побудований у 1863 році в Олександрівському саду як офіційна резиденція наказного отамана Війська Донського. Палац служив місцем перебування царя і спадкоємців престолу під час їх приїзду в Новочеркаськ. Тут зупинялися у дні відвідування Дону найвищі особи, серед них Государі Імператори Олександр II, Олександр III, Микола II. Палац входить в перелік об'єктів культурної спадщини Росії.

## Опис
Фасад резиденції витриманий у стилі класицизму. Здвоєні пілястри на торцях кутових ризалітів, сполучених навісним, на чавунних кронштейнах, балконом, оздоблена декоративною литий ґратами, входи, виконані у вигляді відкритих порталів, — надають будівлі вигляд палацу. Усередині знаходяться високі склепінчасті парадні зали, чавунна парадні сходи тонкого фігурного лиття. Інтер'єри прикрашені ліпниною, кахельними печами, оздобленими мармуром камінами, різьбленими меблями та інкрустацією. В одному із залів була виставлена галерея портретів видатних військових діячів Дона минулого. 
У східній стороні палацу в 1869 році була влаштована втрачена нині домова церква в ім'я преподобного Симеона Персианина, зазначена на фасаді позолоченою банею на тонкому барабані. У нижньому поверсі церкви розміщувалися службові приміщення. Сам храм знаходився на другому поверсі. Він представляв собою великий, площею 120 м², зал з висотою стель близько 7 метрів з двостороннім освітленням: на північному і південному фасадах розташовувалося по три величезних вікна. Стіни церкви покривав орнамент з чотирьох і шестикінечних хрестів і зірок. Над кожним вікном було по два круглі медальйони, у яких, мабуть, містилися живописні зображення, зроблені на полотні. Стеля церкви був побілений і прикрашений ліпниною рослинних мотивів. Освячення храму здійснив сам владика Платон 8 листопада 1869 року.

## Історія

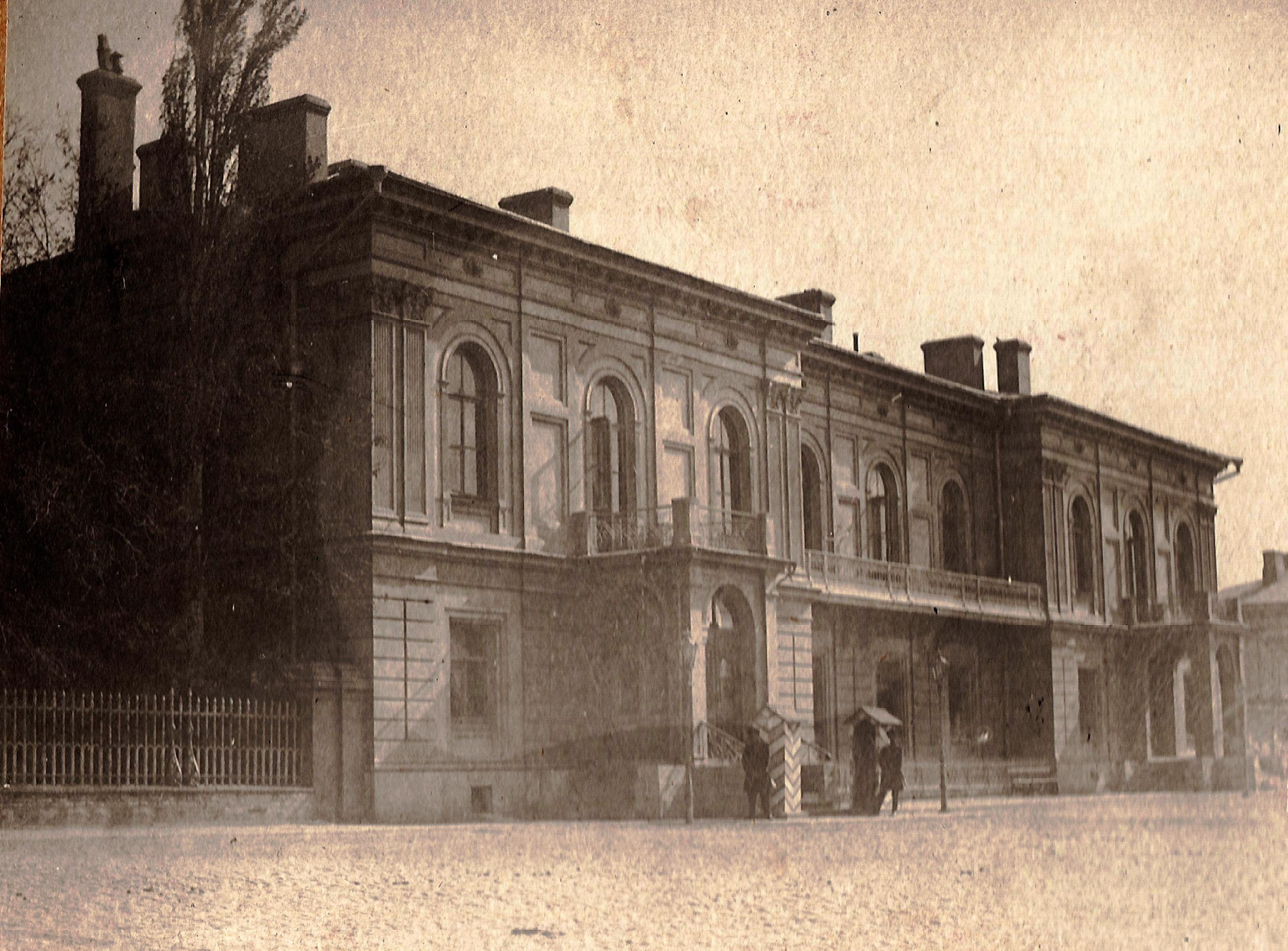
Отаманський палац близько 1905 року

Новочеркаський Отаманський палац-музей, був побудований в період з 1860 по 1863 роки за проектом академіка І. О. Вальпреде під керівництвом і при безпосередній участі отамана М. Г. Хомутова для розміщення наказного отамана Війська Донського і тимчасового проживання високих гостей. Рішення про будівництво особливого будинку для приміщення наказного отамана війська Донського було прийнято Військовою Радою і, після Найвищого затвердження 24 березня 1860 року, набула чинності. 
На будівництво було виділено 115 тисяч рублів з військового будівельного капіталу. 10 листопада 1861 року отаман Хомутів в рапорті своєму військовому міністру доніс, що Отаманський будинок в місті Новочеркаську начорно побудований, а в 1862 році буде закінчено зовсім і необхідно його меблювати на рахунок війська, оскільки цей будинок «повинен служити приміщенням, крім наказного отамана, ще й Найвищих Осіб у разі їх приїзду». Всього ж, на думку Хомутова, для 10 кімнат вимагалося різної меблів по приблизного обчислення на 10 тисяч рублів сріблом. Всі роботи були закінчені в жовтні 1863 року, усього витрачено 135 083 рубля 86 копійок.

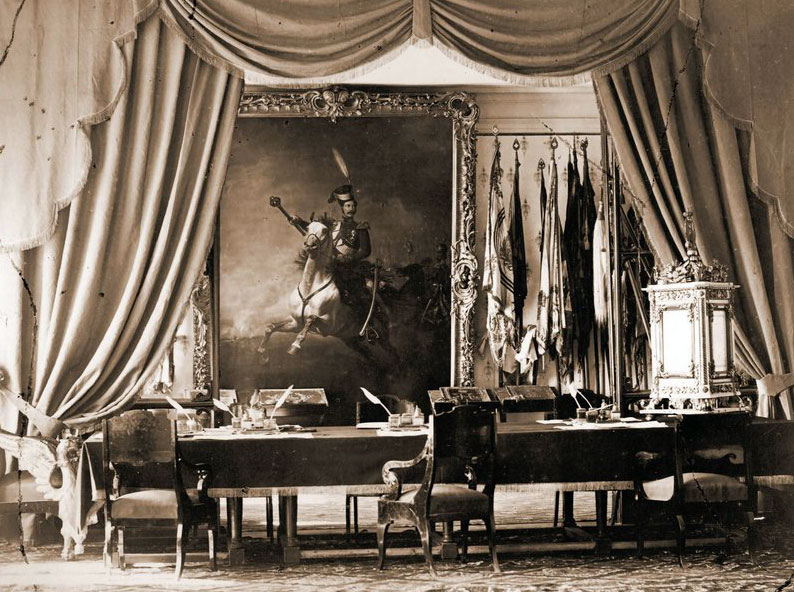
Інтер'єр Отаманського палацу

Думка влаштувати при Отаманськом палаці домову церкву виникла дещо пізніше будівництва самого палацу. Приводом до цього послужило замах на Імператора Олександра II 4 квітня 1866 року. Щасливий порятунок від загибелі Олександра II повсюдно на Дону зазначалося подячними молебствиями. Оскільки Отаманський палац призначався бути резиденцією не тільки донського отамана, але і найвищих осіб, було вирішено прилаштувати до палацу домову церкву в пам'ять про цю подію. Ініціативу донських жителів підтримав призначений у 1867 році на Донську кафедру архієпископ Платон (Городецький), який благословив влаштувати домовий храм на честь преподобного Симеона Перського, з престольним святом 5 квітня. Будівлю церкви було прибудовано до палацу з північно-східної сторони, двоповерхова, в одному стилі з основною спорудою.
У роки Громадянської війни в отаманській резиденції знаходився бойовий штаб керівників контрреволюції. В 1927 році в будівлі палацу розташовувалися Райвиконком, відділ народної освіти, відділ охорони здоров'я, відділ соціального забезпечення, адміністративний відділ, рада фізкультури. 30 червня 1942 року, на п'ятий день окупації Новочеркаська військами Вермахту, в Отаманськом палаці розташувався орган управління містом, підзвітний окупантам.
У 1991 році кабінети співробітників размещавшегося в Отаманськом палаці Міськкому КПРС були опечатані і передані у відання міської Адміністрації. В кінці 1998 року Адміністрація провела поточний ремонт всього будинку. 31 грудня 1999 року вийшла постанова Губернатора В. Ф. Чуба «Про затвердження державної власності Ростовської області будівлі Отаманського палацу». У відповідності з ним Отаманський палац переходив на баланс музею історії Донського козацтва і ставав його філією.

## Експозиція
23 березня 2001 року адміністрація покинула стіни Отаманського палацу. Будівлю було урочисто передано керівництву музею історії Донського козацтва. На першому поверсі музею розміщені різні музейні експозиції. На другому поверсі створено інтер'єри парадних приміщень, Велика вітальня, Їдальня, Кабінет отамана. На цьому ж поверсі відкрита меморіальна кімната Донського отамана О. М. Каледіна. Планується відтворення домової Симеоновскої церкви, у притворі якій розмістяться матеріали з історії Донський єпархії з 1829 по 1920 роки.